# Parque Lage

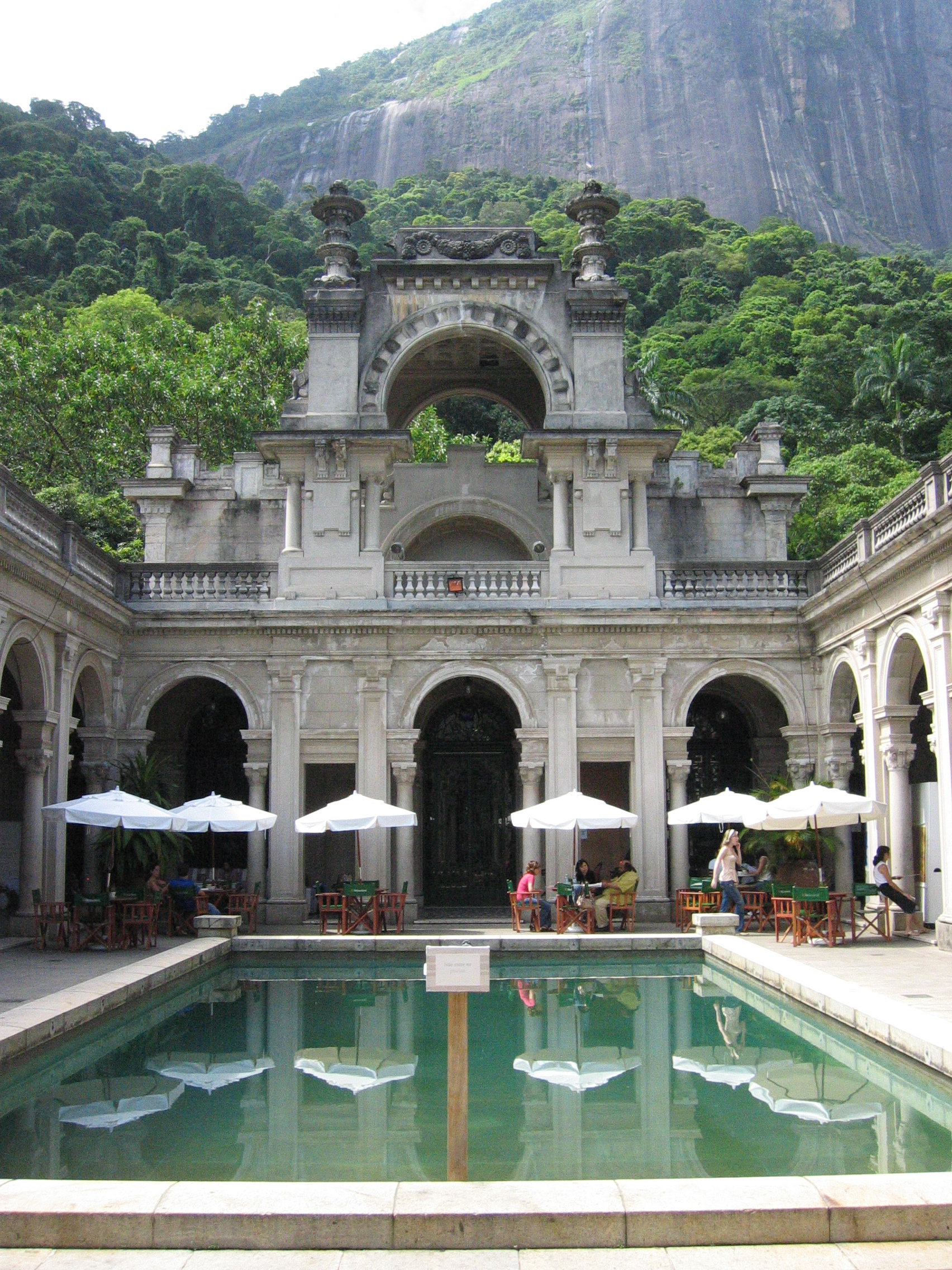
Het atrium van het landhuis met café.

Parque Lage (voluit "Parque Enrique Lage") is een park in de Braziliaanse stad Rio de Janeiro, in de wijk Jardim Botânico, aan de voet van de Corcovado. Parque Lage is tevens het beginpunt van de wandeltocht op de Corcovado. Het is een van de grootste parken in Rio de Janeiro. 
Het grondgebied van het park bestaat uit de vroegere residentie van de industrieel Enrique Lage en diens vrouw, de zangeres Gabriella Besanzoni. In de jaren twintig van de twintigste eeuw had Lage het huis laten herontwerpen door de Italiaanse architect Mario Vodret, waarbij het interieur beschilderd werd door Salvador Payols Sabaté. 
In de jaren zestig werd het een openbaar park, met wandelpaden door subtropisch bos. In het voormalige landhuis bevinden zich nu het Escola de Artes Visuais do Parque Lage (School van beeldende kunsten van Parque Lage) en een café.
Het landhuis was te zien in de muziekvideo voor "Beautiful" van Snoop Dogg uit 2003.